# Isla de los Pájaros (Guatemala)
La Isla de los Pájaros es un pequeño islote fluvial ubicado en el río Dulce, en el departamento de Izabal,Guatemala.
En esta isla se pueden hallar varias especies de aves como pelícanos, patos y garzas.